# Lancers de Rochester
Maillots
Le club des Lancers de Rochester était un club de football américain basé à Rochester, New York et aujourd'hui disparu. Il disputait ses matchs à domicile au Holleder Memorial Stadium.

## Histoire
Le club a été fondé en 1967. Sa première participation à la North American Soccer League (championnat élite nord-américain) a lieu en 1970. Cette année-là, les Lancers remportent le titre. Ils iront dans le dernier carré lors des 2 saisons suivantes avant de connaître des résultats moins brillants.
Le club est dissous en 1980.
Il est refondé en 2011, puis à nouveau en 2015 (l'année suivante, il dispute ses matchs à domicile au Eunice Kennedy Shriver Stadium).

## Palmarès
- Vainqueur de la North American Soccer League : 1970

## Anciens entraîneurs
- Adolfo Gori
- Ted Dumitru